# Drożdzienica
Drożdzienica (niem. Drausnitz) – wieś w Polsce położona w województwie kujawsko-pomorskim, w powiecie tucholskim, w gminie Kęsowo.
W latach 1975–1998 miejscowość administracyjnie należała do województwa bydgoskiego. Według Narodowego Spisu Powszechnego (III 2011 r.) liczyła 416 mieszkańców. Jest czwartą co do wielkości miejscowością gminy Kęsowo.
Przed I wojną światową w budynku późniejszej szkoły mieściła się gospoda "Pod Czarnym Orłem" (niem. Gasthof Schwarzen Adler). W 1942 roku okupanci niemieccy wprowadzili dla miejscowości nazwę hitlerowską Drausnest.